# Estación Santa María de Punilla
Santa María de Punilla es una estación de ferrocarril ubicada en la localidad de Santa María de Punilla, Departamento Punilla, Provincia de Córdoba, Argentina.

## Servicios
Es una de las estaciones intermedias del servicio interurbano que presta la empresa estatal Trenes Argentinos Operaciones del denominado Tren de las Sierras entre Alta Córdoba y Capilla del Monte. Presta dos servicios ida y vuelta cada día hábil entre cabeceras.
Las vías por donde corre el servicio, corresponden al Ramal A1 del Ferrocarril General Belgrano.

## Imágenes

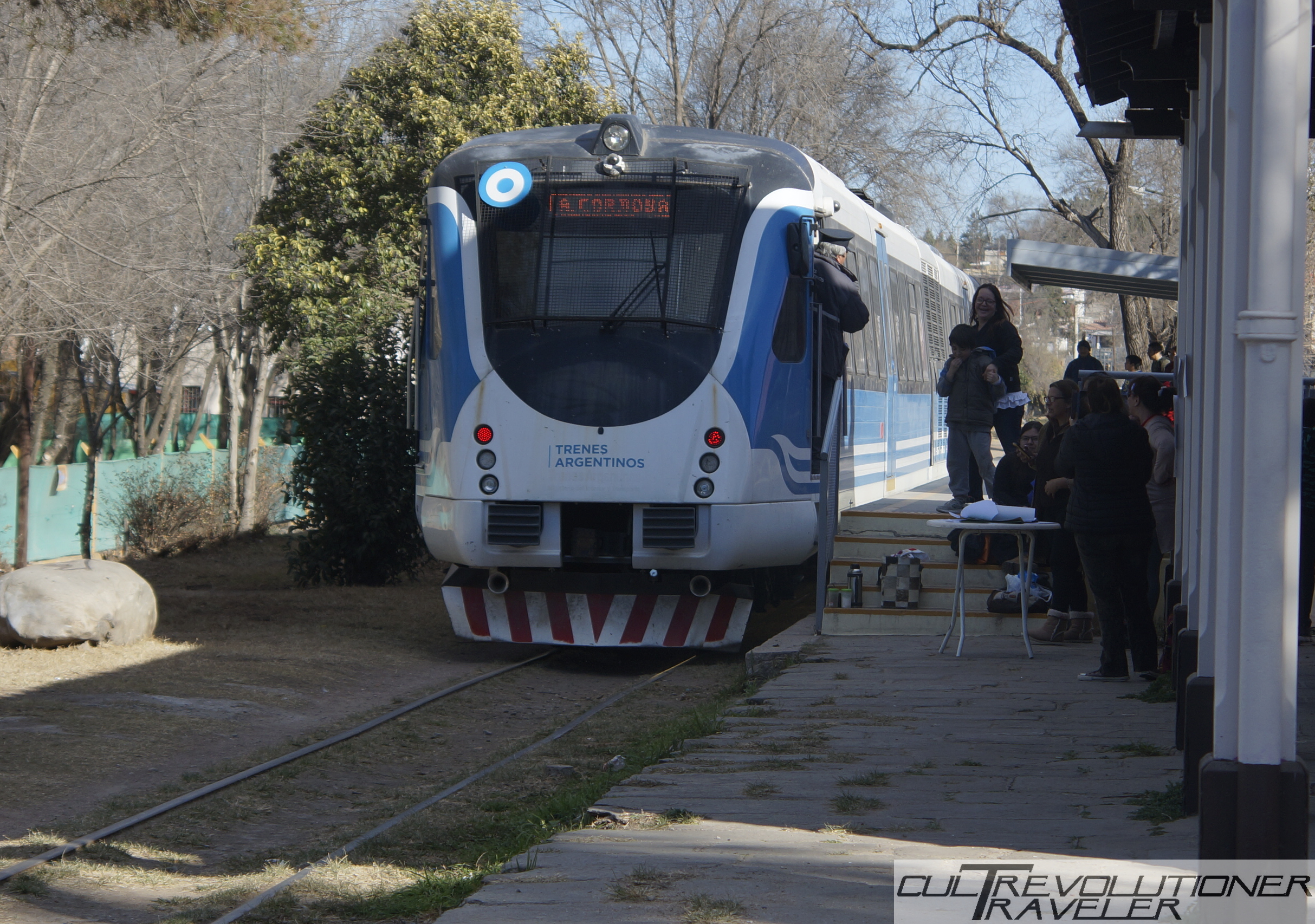
Coche motor llegando a la estación